# Anolis dolichocephalus
Espèce
Synonymes
- Anolis hendersoni dolichocephalus Williams, 1963
- Deiroptyx dolichocephalus (Williams, 1963)
- Deiroptyx dolichocephalus dolichocephalus (Williams, 1963)
- Deiroptyx dolichocephalus portusalus (Schwartz, 1978)
- Deiroptyx dolichocephalus sarmenticola (Schwartz, 1978)

Anolis dolichocephalus est une espèce de sauriens de la famille des Dactyloidae. 

## Répartition
Cette espèce est endémique de la péninsule de Tiburon à Haïti.

## Liste des sous-espèces
Selon The Reptile Database (3 janvier 2013) :
- Anolis dolichocephalus dolichocephalus Williams, 1963
- Anolis dolichocephalus portusalus Schwartz, 1978
- Anolis dolichocephalus sarmenticola Schwartz, 1978

## Publications originales
- Williams, 1963 : Notes on hispaniolan herpetology. 8. The forms related to Anolis hendersoni Cochran. Breviora, no 186, p. 1-13 (texte intégral).
- Schwartz, 1978 : The Hispaniolan Anolis (Reptilia, Lacertilia, Iguanidae) of the hendersoni complex. Journal of Herpetology, vol. 12, no 3, p. 355-370.